# Boris Lukášik
Boris Lukášik (Ružomberok, 24 febbraio 1935) è un ex cestista cecoslovacco.
È il fratello di Dušan Lukášik.

## Carriera
Con la Cecoslovacchia ha disputato i Giochi olimpici di Roma 1960 e quattro edizioni dei Campionati europei (1955, 1957, 1959, 1963).

## Palmarès
- Campionato cecoslovacco: 1

Iskra Svit: 1960-61